# Azog
Azog J. R. R. Tolkien történeteiben ork vezér, a törpök és orkok háborúja alatt Móriában. Azog magas, erős és fürge volt. Királynak nevezte magát, és úgy tűnt, hogy nemcsak Móriában irányította az orkokat, hanem az egész Ködhegységben.

## Harc a törpökkel
2790-ben, húsz évvel a törpök Magányos Hegyből Smaug által való kiűzése után, Thror, Nor társaságában Móriába indult. A Keleti Kapuhoz ment, de nem tért vissza. Napokkal később, Azog felbukkant Thror testével. A fejét elválasztották a testétől és Azog Törp Rúnákkal belevéste a nevét Thror homlokába. Azog egy zsák pénzt dobott Nornak, hogy hírét vigye annak, hogy Azog uralkodik Móriában.
Thror fia, Thráin törp sereget toborzott, és 2793-ban háborút indított a Ködhegységi Orkok ellen. 2799-ben került sorra az Azanulbizári Csata, a Dimmrill Völgyben. Náin Mória Keleti Kapujánál állt, és felszólította Azogot Mória elhagyására. Azog és Náin Mória küszöbén harcoltak. Mikor Náin megpróbált lecsapni, Azog félreugrott és megrúgta a Törp lábát s mikor botladozott, Azog eltörte a nyakát. Ám Azog győzelme rövid életű volt. Látta, hogy az Orkjai a völgyben vereséget szenvednek, és megpróbált Móriába menekülni a közelgő Törpök elől, de Náin fia, Vaslábú Dain lekaszabolta Azogot.
Azog fejét levágták és kiszúrták egy rúdra, és a zsák pénzt, amit Nor kapott Azogtól, beletömték a szájába. Habár a Törpök az Azanulbizári Csatát meg is nyerték, Móriát akkor sem tudták visszafoglalni a nagy veszteségek miatt, de főként azért, mert Dain legjobban Durin Vesztétől, a Balrogtól tartott.
Azog fia, Bolg lépett a helyébe. Bolg az Orkok és az Öt Sereg Csatájának vezetője volt 2941-ben.

## Harc a törpökkel  (A hobbit: Váratlan utazás)
2790-ben, húsz évvel a törpök Magányos Hegyből Szmóg által való kiűzése után, Thror, Tölgypajzsos Thorin társaságában Móriába indult. 
Erebor törpjei elmenekültek, és megpróbálták visszavenni a törpök ősi birodalmát, az orkok által megszállt és a fajtájuk leggonoszabbja, a Pusztítónak nevezett Azog által uralt Móriát. Mória keleti kapui előtt, az Azanulbizar völgyében vívott csatában Azog megölte Thror királyt, és megpróbálta megölni Thror unokáját,Tölgypajzsos Thorint. Thorin azonban levágta fél kezét, Azog visszavonult Móriába, orkjait pedig visszaverték.
A mozifilm Azogot hatalmas, fehér bőrű orkként ábrázolja (a könyv nem beszél a külsejéről, hiszen a cselekmény idején már halott). A filmben Azog nemcsak életben van Bilbó utazása idején, hanem ő Szauron egyik legfontosabb szolgája, aki bosszút akar állni a törpökön, amiért legyőzték Mória kapui előtt Azog megesküdött, hogy kiirtja Thorin egész vérvonalát, egyébként ez a filmben sikerül neki. A vég nélküli hajsza Thorin csapata után fontos irányítója a filmbeli eseményeknek, mígnem Azog azt a feladatot kapja Szaurontól, hogy támadja meg Tóvárost és a magányos hegy törpjeit, hogy a Sötét Úr, aki a Fehér Tanács elől színleg visszamenekült Mordorba, újra megvethesse a lábát az északi területeken. 
Azog hatalmas hadsereget gyűjt az eleinte csekélynek látszó feladatra, azonban a körülmények úgy alakulnak, hogy a Magányos Hegy előtt több vele ellenséges haderő is összegyűlik. Megvívják az Öt Sereg Csatáját, amelyben Azogot Thorin megöli, az orkok pedig nagyon súlyos (habár nem végleges) vereséget szenvednek. A Gyűrűk Ura c. filmből (folytatás) tudjuk, hogy – ahogyan a Gyűrűk Ura, mint könyv is írja – a törpök Thorin halála ellenére visszaköltöztek Ereborba, és Thorin egyik rokona, a csatában is részt vevő Vaslábú Dáin lett a király.
Azog ivadéka (fia), Bolg, a filmben is szerepet kap, habár a hadműveleteket a könyvtől eltérően nem ő vezeti (csak egy alvezér), hanem Azog személyesen. Az Öt Sereg csatájában Legolas megöli Bolgot. A könyvből kiderül, hogy Bolgot Beorn öli meg.